# Waldemar Murjahn
Waldemar Murjahn (* 20. Juli 1923; † 5. September 2004 in Velbert-Langenberg) war ein deutscher Unternehmer und evangelikaler Pionier der Mission mit neuen Medien.

## Leben
Murjahn war Aufsichtsratsvorsitzender der Einkaufsvereinigung Kaufring AG, zu der seinerzeit rund 50.000 Mitarbeiter in 600 Kaufhäusern gehörten.
Er gründete in den 70er Jahren als erster Deutscher eine christliche Anzeigenagentur, die unter anderen in der Jugendzeitschrift Bravo evangelistische Kurzpredigten veröffentlichte. Als Koordinator leitete er ehrenamtlich die „Zeitungs-, Literatur- und Anzeigenmission in Rußland“, einen Arbeitsbereich des Christlichen Medienverbundes KEP, dem er seit seiner Gründung 1975 bis April 2000 als Vorstand angehörte.
Murjahn war von 1977 ehrenamtlich im Vorstand der Kindernothilfe tätig. Seit Mai 1980 gehörte er dem Verwaltungsrat an, dessen 1. stellvertretender Vorsitzender er bis zu seinem Ausscheiden im November 1990 war.
1974 gründete er den „Arbeitskreis für biblische Seelsorge“ (ABS).
Er war einer der Initiatoren der 1996 gegründeten Christlichen InterNet-Arbeitsgemeinschaft (CINA).
Murjahn war verheiratet mit seiner Ehefrau Friedel und hatte fünf Kinder.